# Loasa nana
Loasa nana är en brännreveväxtart som beskrevs av Rodolfo Amando Philippi, Urban och Gilg. Loasa nana ingår i släktet Loasa och familjen brännreveväxter. Inga underarter finns listade i Catalogue of Life.